# Hardine - Beit Kassab
Hardine - Beit Kassab è un  comune (municipalité) del Libano situato nel distretto di Batrunn, governatorato del Nord Libano.